# Deutsches Polizeisportkuratorium
Das Deutsche Polizeisportkuratorium (DPSK) ist die Dachorganisation des Polizeisports in Deutschland. Zu den vier Säulen des Dienstsportes zählen neben dem Training der konditionellen und koordinativen Fähigkeiten, dem Training der speziellen Fertigkeiten und Techniken, dem Wettkampfsport, vor allem der Gesundheits- und Präventionssport.

## Geschichte und Profil des Deutschen Polizeisportkuratoriums
Nur knapp ein halbes Jahr nach Verkündung des Grundgesetzes wurde am 3. November 1949 das Deutsche Polizeisportkuratorium (DPSK) gegründet. Seinerzeit trafen sich die Beauftragten von acht Bundesländern in Frankfurt am Main und fassten den Beschluss, eine Dachorganisation zur Entwicklung, Gestaltung und Förderung des Polizeisports in der Bundesrepublik Deutschland zu schaffen.
Nach der Bund-Länder-Vereinbarung über den Aufbau und die Aufgaben des Deutschen Polizeisportkuratoriums werden die gemeinsamen polizeisportlichen Interessen in der Bundesrepublik Deutschland durch das DPSK wahrgenommen. Das DPSK berät das Bundesministerium des Innern und die für die Polizei zuständigen Minister und Senatoren der Länder in allen Grundsatzfragen des inner- und außerdienstlichen Polizeisports.
In den zurückliegenden Jahren hat sich durch den Wandel der Zeit – nicht nur auf sportlichem Gebiet – einiges verändert. Seit 1991 tragen alle 16 Bundesländer sowie der Bund die von allen unterzeichnete Bund-Länder-Vereinbarung.
Als „Sportverband mit besonderer Aufgabenstellung“ ist das DPSK Mitglied im Deutschen Sportbund (jetzt DOSB). Die Bedeutung der Kooperation mit dem DOSB und seinen Mitgliedsverbänden zeigt sich sowohl in der Öffentlichkeitsarbeit als auch im wertvollen Informations- und Erfahrungsaustausch.
Das DPSK veranstaltet Deutsche Polizeimeisterschaften (DPM), nominiert Sportlerinnen und Sportler sowie Mannschaften für Europäische Polizeimeisterschaften (EPM) und Polizeiweltmeisterschaften. Von 1996 bis 2012 war das DPSK Mitglied im Polizeiweltsportverband Union Sportive Internationale des Polices (USIP).

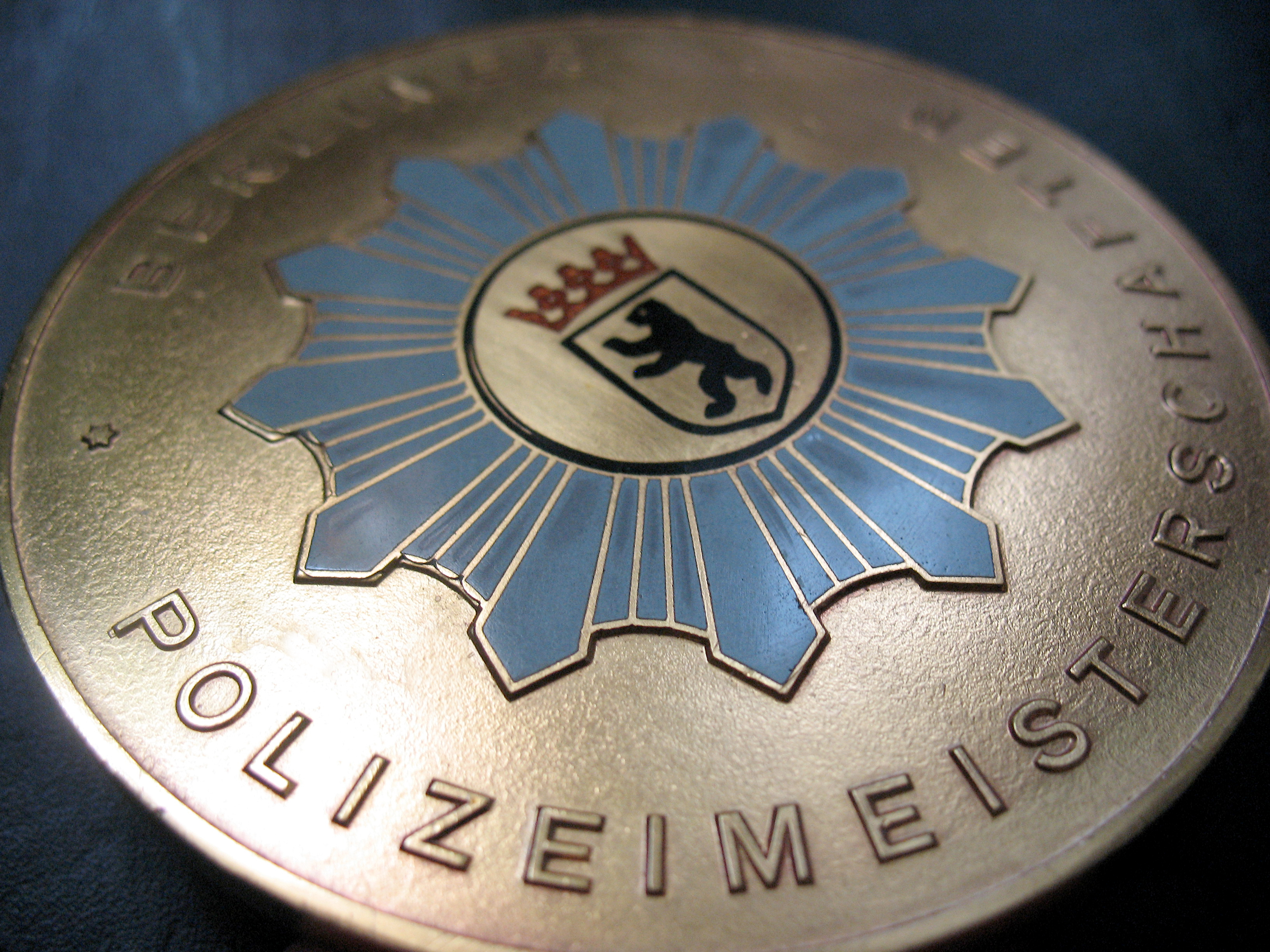
Gewinnermedaille Polizeimeisterschaften

## Aufbau und Struktur des Deutschen Polizeisportkuratoriums
Mitglieder des DPSK sind der Bund und die 16 Bundesländer, die jeweils einen Polizeisportbeauftragten zu ihrem Vertreter ernennen. Die Sportbeauftragten wählen aus ihrer Mitte den Vorsitzenden des DPSK und zwei Stellvertreter. Der Vorsitz soll alle zwei Jahre wechseln.
Für die sporttechnischen Fragen gibt es einen Fachausschuss, der aus dem Hauptsportwart und den Fachwarten besteht. In den Fachausschuss sind Fachwarte für die nachstehenden Sportarten berufen:
Cross- und Straßenlauf, Fußball, Handball, Leichtathletik, Marathonlauf, Schießen, Schwimmen und Retten, Selbstverteidigung (Judo, Ju-Jutsu), Triathlon und Volleyball. Des Weiteren gibt es einen Fachwart für den Gesundheits- und Präventionssport.
Die nachgenannten Sportarten sind im „Wettkampfkalender“ des DPSK eingetragen. In den Mannschaftssportarten finden Deutsche Polizeimeisterschaften sowohl für Männer, als auch für Frauen statt, die von den Bundesländern oder dem Bund ausgerichtet werden:
- DPM Crosslauf
- DPM Fußball
- DPM Handball
- DPM Ju Jutsu
- DPM Judo
- DPM Leichtathletik
- DPM Marathon
- DPM Schießen
- DPM Schwimmen und Retten
- DPM Triathlon
- DPM Volleyball

Zur Prüfung, ob eine weitere Sportart in das Meisterschaftsprogramm eingeführt werden soll, können Bundesoffene Wettbewerbe durchgeführt werden.
Aufgabe des DPSK ist es auch, die Teilnehmer für die Europäischen Polizeimeisterschaften in den nachgenannten Sportarten auszuwählen und zu entsenden.
- EPM Basketball
- EPM Crosslauf
- EPM Fußball
- EPM Handball
- EPM Judo
- EPM Leichtathletik
- EPM Marathon
- EPM Radfahren
- EPM Ringen
- EPM Schießen
- EPM Schwimmen
- EPM Ski
- EPM Tennis
- EPM Tischtennis
- EPM Triathlon
- EPM Volleyball

Über die Entsendung von Teilnehmern zu EPM in anderen Sportarten wird im Einzelfall durch das Kuratorium entschieden. Veranstalter der Europäischen Polizeimeisterschaften ist der Europäische Polizeisportverband (USPE). Im Wettkampfkalender sind die Wettkampfsportarten des DPSK und die daraus resultierenden Meisterschaften – die Deutsche Polizeimeisterschaften (DPM) und die Europäische Polizeimeisterschaften (EPM) sowie zusätzlich die Bundesoffenen Wettkämpfe (BOW) und die Deutschen Polizeicups (DPC) aufgeführt.
Seit dem 1. Januar 2023 befindet sich die Geschäftsstelle des DPSK in Eutin (Schleswig-Holstein). Zur neuen Vorsitzenden wurde die leitende Direktorin Maren Freyher (Leiterin der PD AFB und der Bereitschaftspolizeien) gewählt, die gleichzeitig noch Polizeisportbeauftragte des Landes Schleswig-Holstein ist.
Auch auf internationalem Parkett entwickelte sich das DPSK weiter. Anlässlich des 4. Kongresses der USPE (Union Sportive des Polices d’Europe) am 5. September 1954 in Stockholm erfolgte der Beitritt des DPSK in den Europäischen Polizeisportverband. Ziel der USPE ist es, den Sport innerhalb aller Polizeien Europas zu fördern und die Vorbereitung, Durchführung und Kontrolle internationaler Wettkämpfe in derzeit 16 Sportdisziplinen zu koordinieren. Das Generalsekretariat der USPE ist seit 1995 in Deutschland. Die Geschäftsräume befinden sich in Berlin. Der USPE gehören zurzeit 40 europäische Nationen an.
Erste frühe Deutsche Polizeimeisterschaften fanden vom 22. bis 23. September 1951 in Hanau statt. Im Folgejahr 1952 war der Austragungsort Augsburg.